# Station Busko-Zdrój
Station Busko-Zdrój is een spoorwegstation in de Poolse plaats Siesławice.